# Blüemlisalp
De Blüemlisalp (in Zwitserduits, Duits: Blümlisalp) is een gebergte in de Zwitserse Berner Alpen. De Blüemlisalp heeft drie bergtoppen. De hoogste met 3.661 m hoogte is de Blüemlisalphorn in het westen. De Wyssi Frau of Weisse Frau is 3.650 m en ligt centraal en de Morgenhorn is de 3.623 m en ligt in het oosten van het gebergte. De Blüemlisalpgletsjer voert water naar beneden tot aan de voet van het gebergte waar het Oeschinenmeer ligt en verder in het dal naar Kandersteg.
Het gebergte heeft door zijn ligging, dominantie en grote ijsvlaktes een hoge zichtbaarheid. Zo is het gebergte perfect zichtbaar vanuit Thun en vanop de Thunersee waar het stoomschip Blümlisalp van 1905 tot 1971 in de reguliere dienst van de BLS voer, en sinds 1992 terug occasioneel voor toeristische boottochten wordt ingezet. Maar het gebergte is bij mooi weer zelfs van op uitzichtpunten in het Zwarte Woud te zien.

## Werelderfgoed
De Blüemlisalp is in juni 2007 opgenomen op de UNESCO werelderfgoedlijst als natuurerfgoed onderdeel van de dat jaar in gebied substantieel uitgebreide inschrijving Zwitserse Alpen Jungfrau-Aletsch erkend tijdens de 31e sessie van de UNESCO Commissie voor het Werelderfgoed in Christchurch. De site wordt erkend als toonbeeld van de vorming van de Hoge Alpen, met de meeste gletsjers en de grootste gletsjer in Eurazië. Het Alpengebied beschikt over een grote diversiteit aan ecosystemen, met inbegrip van successiestadia (voornamelijk door de terugtrekking van gletsjers als gevolg van de klimaatverandering). De plek is van universele waarde, vanwege zowel haar schoonheid als de schat aan informatie over de vorming van bergen en gletsjers, maar ook vanwege klimaatveranderingen en ecologische en biologische processen.

## K20
Op 26 augustus 2008 publiceerde Der Spiegel op zijn website een lang bewaard (publiek) geheim. In het massief van de Blüemlisalp werd tijdens de Koude Oorlog in het begin van de jaren tachtig het toen ultrageheime bunkercomplex Führungsanlage K20 uitgegraven.